# Actionbound
Actionbound ist ein 2012 auf dem Markt erschienenes Autorenwerkzeug zur Erstellung von Serious Games, mit dem Nutzer eigene digitale Schatzsuchen, mobile Abenteuer und interaktive Guides erstellen und diese einem Publikum öffentlich oder exklusiv zur Verfügung stellen können. Die Actionbound-App ist für Mobilgeräte mit Android- und iOS-Betriebssystemen erhältlich.

## Entstehung
Actionbound wurde 2012 von Simon Zwick und Jonathan Rauprich entwickelt und basiert auf der medienpädagogischen Abschlussarbeit von Simon Zwick. Grundidee war es, die aktuellen Technologien, die gerade von Jugendlichen gerne genutzt werden, in einer Anwendung, aufbauend auf klassischen pädagogischen Methoden, zu verschmelzen. Das dabei entstandene Edugame vereint Elemente wie Partizipation, Bewegung, Peer-to-Peer-Lernen, mobiles Internet und Augmented Reality mit aktuellen pädagogische Lernprinzipien wie M-Learning, assessment for learning oder seamless learning.

## Technik
Actionbound besteht aus zwei Teilen: dem browserbasierten Editor (Bound-Creator), mit dem jeder Nutzer eigene sog. „Bounds“, wie die digitalen Abenteuer genannt werden, erstellen kann, und der App, mit der auf dem Smartphone oder Tablet die Bounds gespielt werden können.

## Inhalte
Actionbound beinhaltet Gamification-Elemente, die das Lernen begünstigen und Motivation und Begeisterung fördern sollen.
Dem Ersteller eines Bounds stehen verschiedene Inhalte zur Verfügung wie z. B. Quiz, Karten, GPS, Foto- und Videodateien, aber auch Auswertungen und Feedback der Spieler. Zusätzlich steigern Ranking, Punktesystem und Wettbewerb das Engagement der Teilnehmenden.

## Anwendungsbereiche
Actionbound wird heute von Nutzern und Einrichtungen auf der ganzen Welt eingesetzt und ist in 17 Sprachen übersetzt. Insbesondere in der Erwachsenen- und Jugendbildung, in der Museumspädagogik und im Bibliothekswesen findet die App Anwendung, aber auch im Sport- und Freizeitsegment sowie verstärkt im Unternehmenssektor beispielsweise für Onboarding-Veranstaltungen, Weiterbildungen und Werksschulungen.

### Private Nutzung
Im Privatbereich kann Actionbound zum Beispiel für Geburtstage, Junggesellenabschiede, Spaziergänge oder interaktive Rallyes verwendet werden.

### Bildungsbereich
Im Bildungsbereich bietet sich Actionbound für Campus-Touren, Museumsführungen oder Bibliotheksrallyes an. Im Schulunterricht wird sie als Game-based-Learning-Methode bereits vielfach genutzt, beispielsweise werden Bounds zur Ausarbeitung von Unterrichtsinhalten von Lehrerinnen und Lehrern erstellt und somit der klassische Frontalunterricht aufgebrochen. Ebenso können Schüler selbst aktiv Bounds erstellen. Auf diese Weise wird ein handlungsorientierter Unterricht gestaltet, der individuelle Interessen aufgreift und Kopf- und Handarbeit verknüpft. Zudem wird die Ausbildung medienanwendungsbezogener, medienkritischer und sozialer Kompetenzen gefördert.
Auch als Medium für freiwillige Zusatzaufgaben lässt sich Actionbound einsetzen.
Die Methode eignet sich für kreativ orientierte, geschichtlich-politische wie auch für naturwissenschaftliche Fächer. Ebenso kann die unterrichtsbegleitende, außerschulische Lernförderung mit Actionbound aufgegriffen werden. So kann unter Einbeziehung der technischen Kompetenz der Jugendlichen die inhaltliche Vertiefung von unterrichtlichem Wissen ermöglicht werden. Auch im Schülerlabor wird Actionbound bereits eingesetzt.

### Unternehmensbereich
Auf geschäftlicher Ebene sind Team-Building-Events, Schulungen, Präsentationen oder Werksführungen klassische Einsatzgebiete für die App.

### Sport- und Freizeit
In diesem Sektor kann Actionbound als Tourismus-Instrument, für geführte Berg- und Geländetouren, klassische Schnitzeljagden oder auch als digitaler Fitness-Trainer genutzt werden.

## Geschäftsmodell
Der private Gebrauch der App ist kostenlos.
Bei einer geschäftlichen Nutzung werden individuelle Preise festgelegt. Die Kosten richten sich nach den Anforderungen des Nutzers.
Bildungseinrichtungen erhalten vergünstigte Konditionen.

## Rezeption
Die Presse sowie namhafte Kunden bewerten die App durchweg positiv. Insbesondere werden dabei die leichte digitale Anwendbarkeit, die vielfältigen Einsatzmöglichkeiten und das innovative Spieldesign gelobt:

„Die interaktive Campustour ist ein clever umgesetzter und informativer Rundgang, den kein Erstsemester verpassen sollte.“

„Clever mit Smartphone – Für diese Lern-Apps gibt es eine glatte Eins“

„Actionbound ist frisches Lernen. Eine einfache digitale Anwendung, die Menschen gemeinsam in Bewegung bringt und sie aktiv mit allen Sinnen und viel Spaß zum Lernen verleitet. Seit 2016 ein weiteres Lernmedium in unserer Weiterbildungslandschaft am Frankfurter Flughafen.“

„Wir sind begeistert. Eine vielseitige und benutzerfreundliche Anwendung die genau unseren Anforderungen entspricht. Als innovatives Unternehmen sind wir auf zuverlässige Partner angewiesen. Actionbound bietet die Grundlage für unsere Erlebnis Schnitzeljagd. Die Geschichten sind voller Spiel, Spass und Spannung.“

## Auszeichnungen
- 2019 eLearning AWARD: Siegerprojekt in der Kategorie „Social Learning“[16]
- 2016 Deutscher Bildungsmedien-Preis digita: Sonderpreis[17]
- 2015 Gigamaus: Das beste Lernspiel und Sieger in der Kategorie Kinder ab 10 Jahre[18]
- 2013 Pädagogischer Interaktiv-Preis: Android- und iOS-App für Kinder und Jugendliche, Sonder-Pädi 2013[19]